# 趙灼
趙灼（1530年—1574年），字時章，號方斋，直隸松江府上海縣人，明朝政治人物。

## 生平
嘉靖三十一年（1552年）壬子科應天府乡试四十四名举人，三十五年（1556年）丙辰科会试二百十八名，第三甲第七名進士。吏部观政，授行人司行人，三十八年九月選授刑科給事中。四十一年二月弹劾云南巡抚蒋宗鲁去职，十月升户科右，四十二年四月升吏科左，九月升吏科都，多次主持京察，四十四年六月升太仆寺少卿，隆慶元年（1567年）十月改太常寺少卿提督四夷馆，二年三月升为通政使司右通政、提督誊黄，三年正月以省父疾乞休，八月丁父憂。萬曆初，累荐不起。萬曆二年卒，年四十五。

## 家族
曾祖趙錤，七品散官；祖父趙璧，聽選官；父趙國（1508年-1569年），字禮卿，號津南；監生、官福建浦城县丞，封通政司右通政。前母唐氏；母黃氏，封太恭人。兄趙煾、赵燦（生员）、赵焕，字堯章，號鳳宇，後改名趙廷炯（？-1603年），举人，歷官真陽知縣、工部都水司主事、榷芜湖关税、浔州府知府。
無子，以伯兄趙燦次子隆城、仲兄趙焕次子隆培为後。一女嫁邑庠生喬元胤。